# Ammersbek
|  | Per a altres significats, vegeu «Ammersbek (municipi)». |

L'Ammersbek és un afluent del riu Alster a Alemanya. Al seu curs canvia diverses vegades de nom: Neix com a Gölmbach al nucli Gölm del municipi de Todendorf al districte de Stormarn, des d'Ahrensburg es diu Hunnau o Aue. Des de l'aiguabarreig amb el Bunsbek, on fa de frontera entre Bramkamp i Klein Hansdorf, finalment pren el nom d'Ammersbek. Entre la font i la desembocadura, el riu davalla lentament 21 metres, un desnivell mitjà de 65cm per kilòmetre.

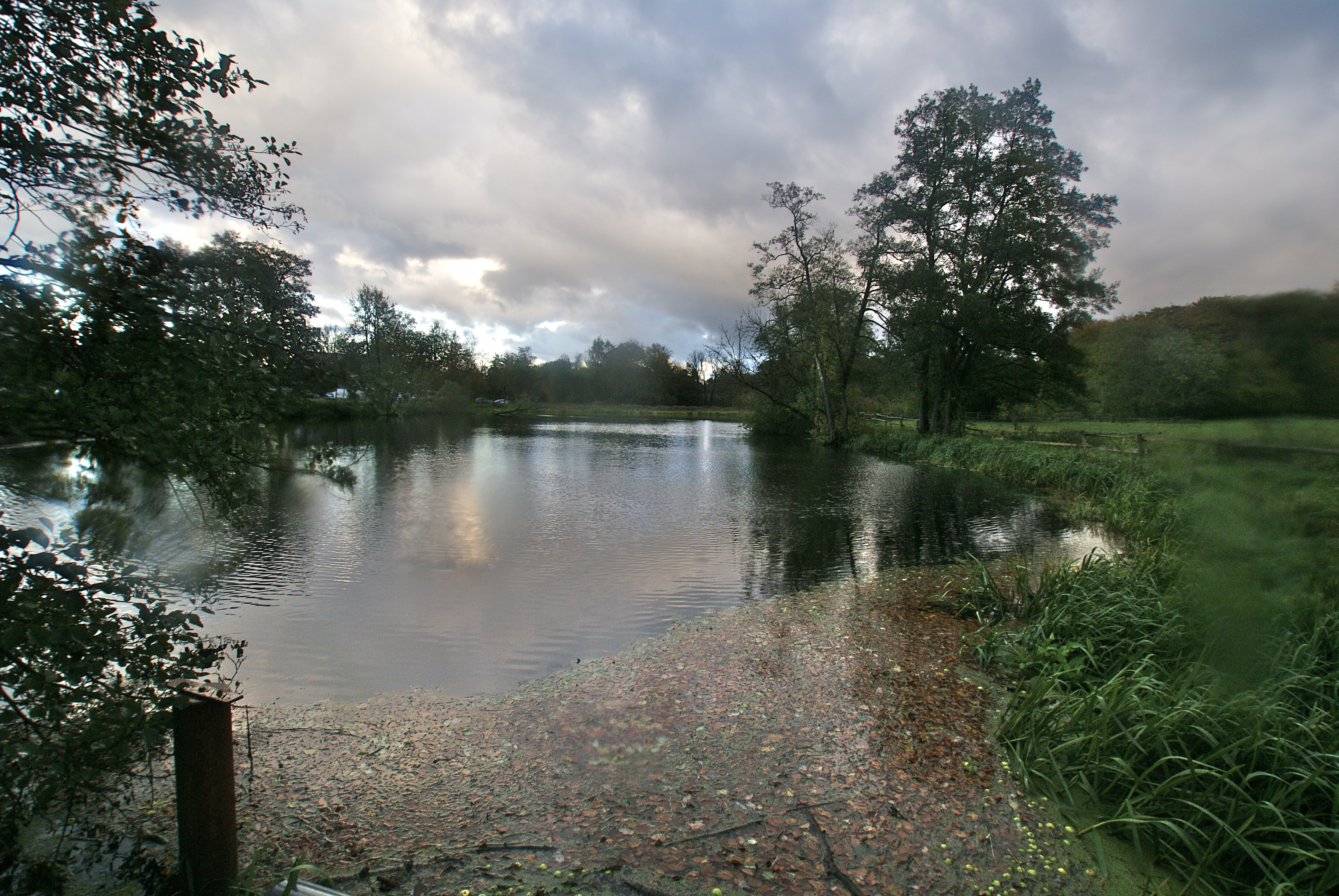
L'estany del molí a HH-Wohldorf

Un primer pantà va construir-se al molí d'Ahrensburg, un altre al Kupferteich, on hi havia una fàbrica de coure (1622) i un tercer a Wohldorf, on el primer molí ja molia blat el 1471, més tard oli, i actualment serveix per generar electricitat per a un restaurant proper.
Al seu curs inferior, rega quatre reserves naturals: Ammersbek-Niederung, Hansdorfer Brook, Duvenstedter Brook i Wohldorfer Wald. En aquesta part, no hi ha cap sender ni possibilitat de navegació amb canoa. El 2006, una pas de peix va construir-se en esperar que els peixos migrants tornarien a poblar el riu. El concepte no va funcionar gaire bé i el 2010 va començar l'obra per a millorar el dispositiu.
El 1978, quan Hoisbüttel i Bünningstedt, dos municipis que el riu rega, van fusionar-se aquesta nova entitat va prendre el nom d'Ammersbek.

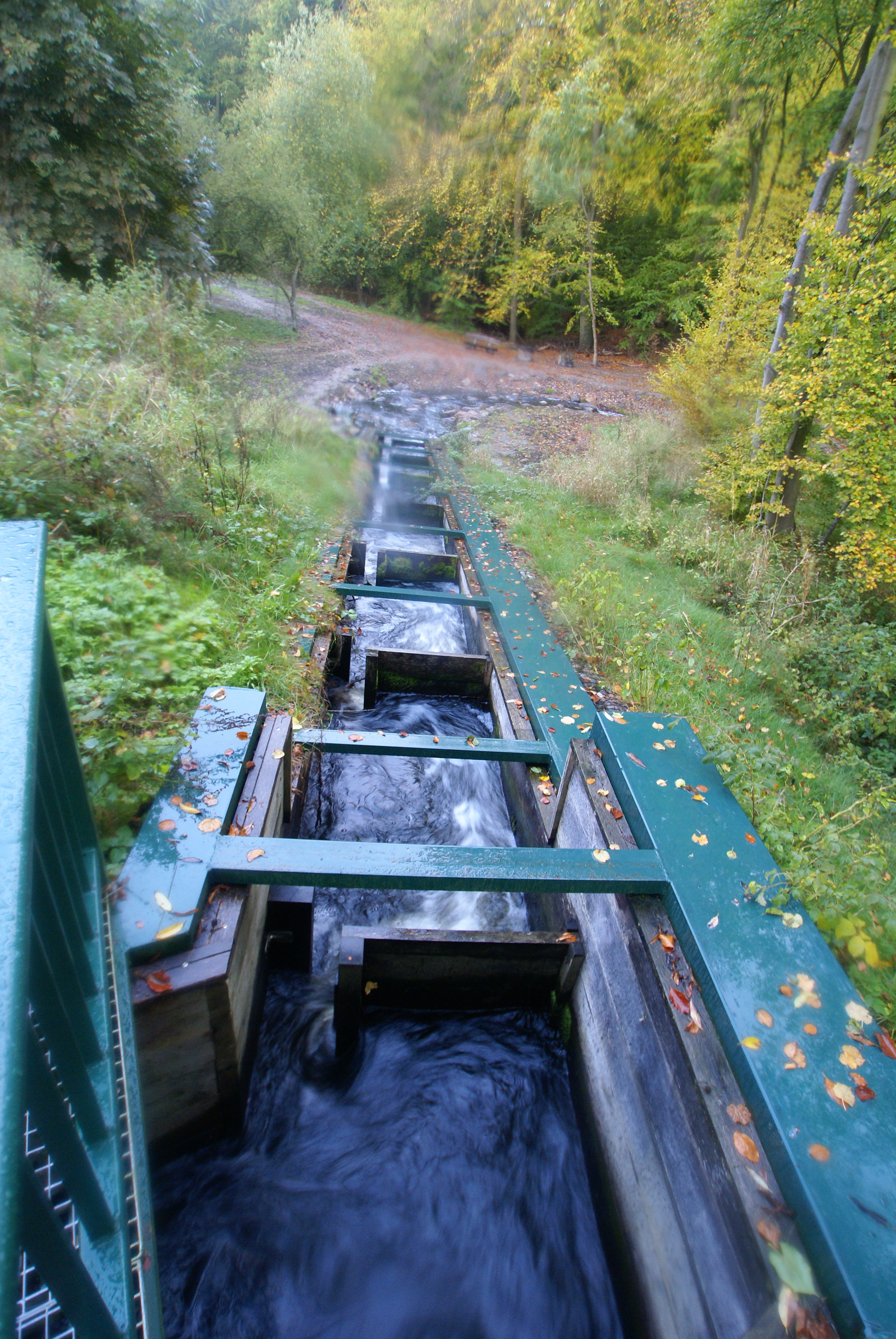
El pas de peix
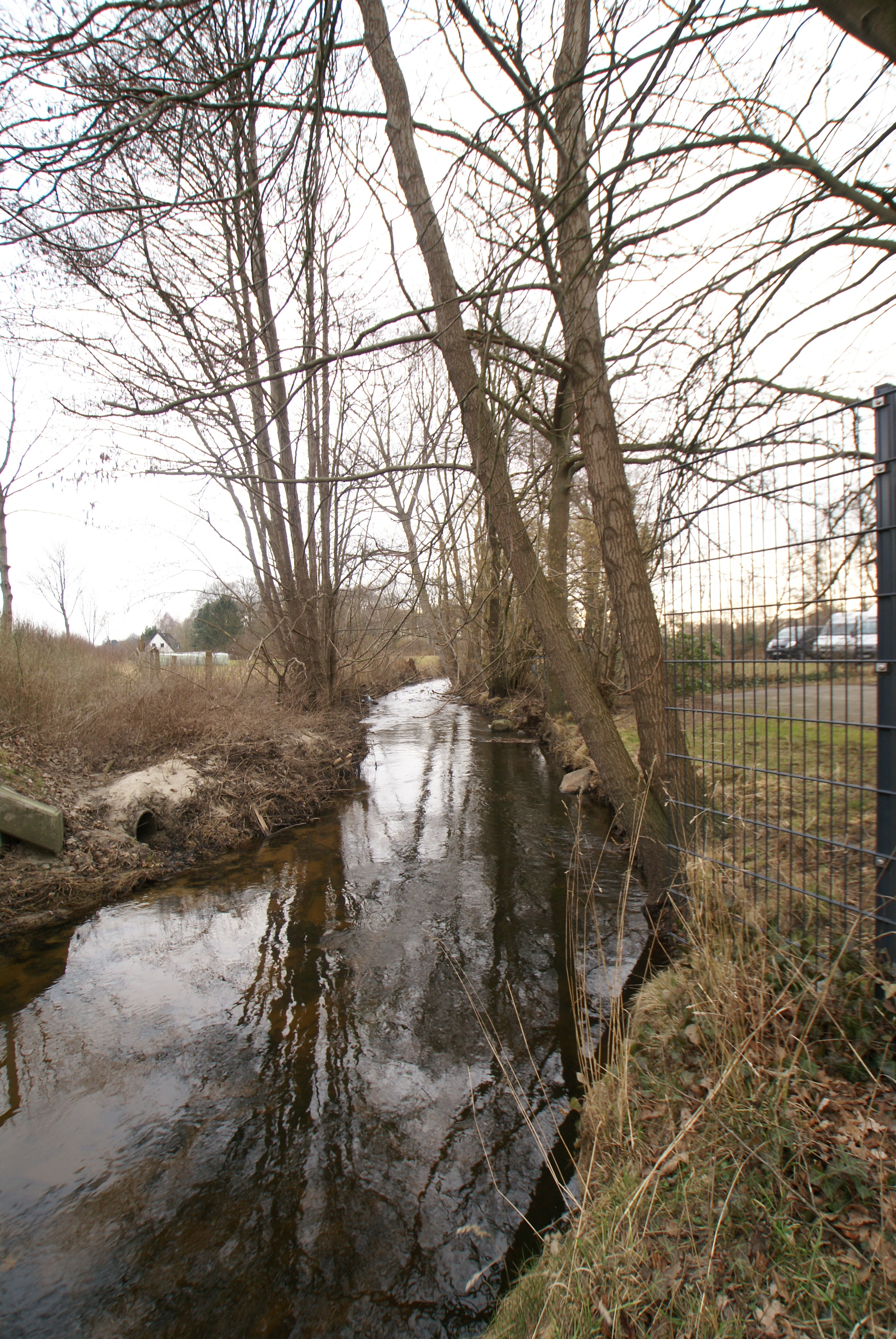
Prop del carrer Lübecker Strasse a Hoisbüttel
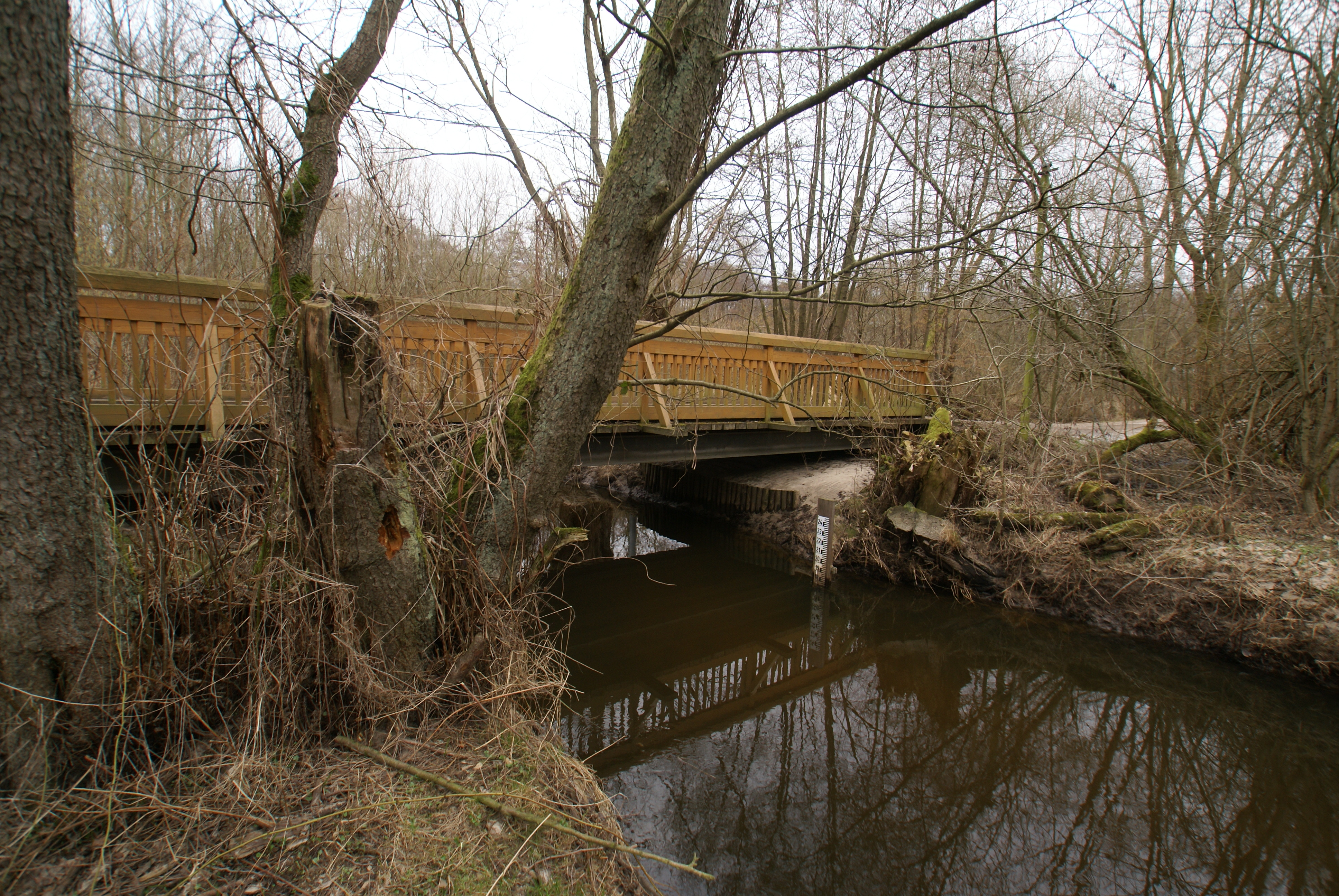
Pont i limnímetre a prop del Duvenstedter Brook

## Afluents principals
- Forstgraben
- Viehbach
  - Grenzgraben
- Hopfenbach
- Bunsbek
  - Strusbek
  - Jersbek
  - Heisterbek
- Geelenbek
  - Geelenbekgraben
- Ellernbek
- Krempenheger Graben
- Röthbek
- Wohldorfer Graben

## Llocs d'interès
- Castell d'Ahrensburg